# شهرداری آمستردام

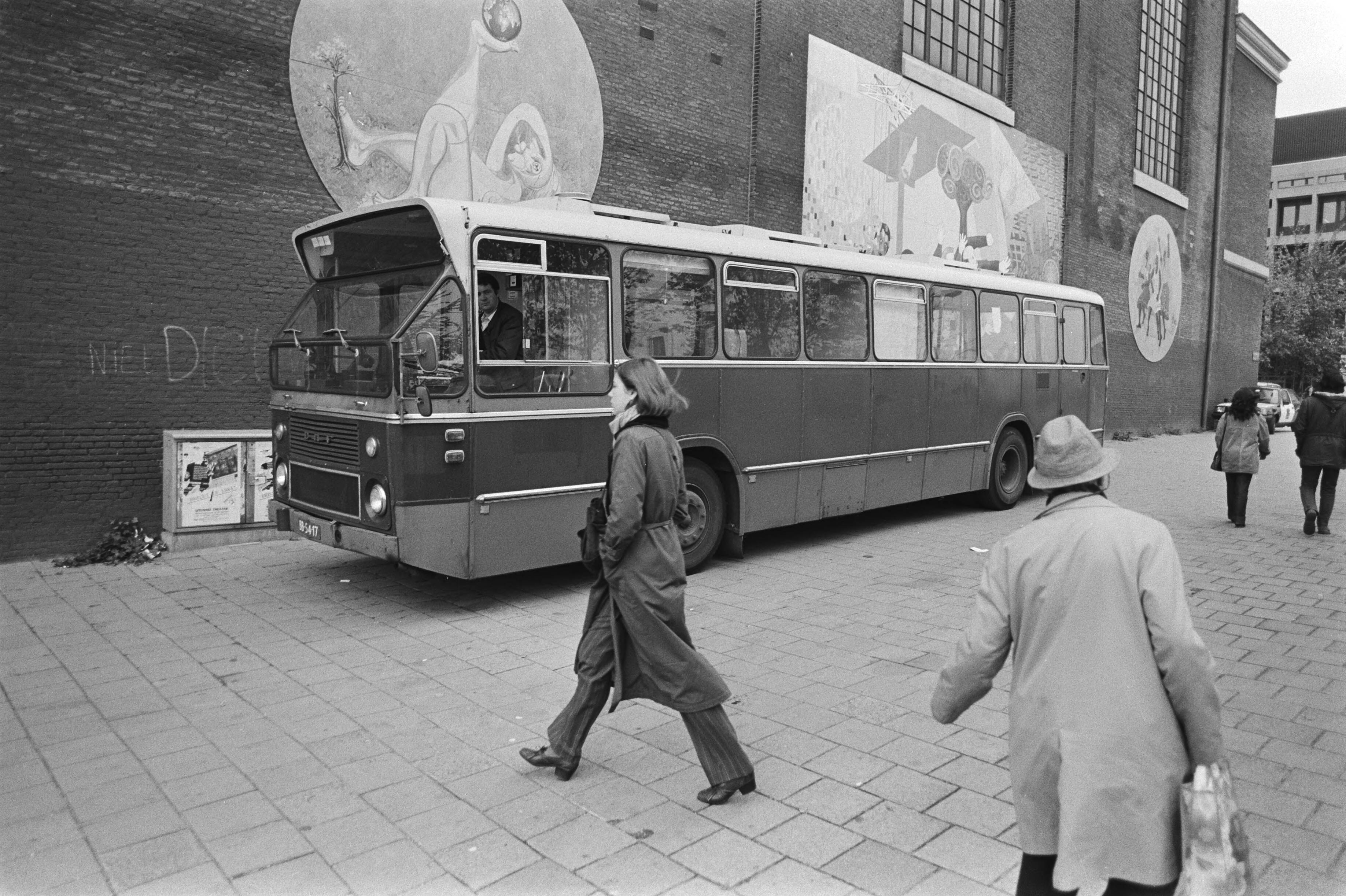
شهرداری آمستردام (انگلیسی: Government of Amsterdam) تحت قانون شهرداری‌های هلند است. اداره آن توسط شورای شهرداری، یک هیئت اجرایی شهرداری و یک شهردار انجام می‌شود.

شهرداری آمستردام (انگلیسی: Government of Amsterdam) تحت قانون شهرداری‌های هلند است. اداره آن توسط شورای شهرداری، یک هیئت اجرایی شهرداری و یک شهردار انجام می‌شود. شهردار عضو هیئت اجرایی شهرداری است و هم یک مرجع فردی با تعدادی مسئولیت قانونی عمدتاً در زمینه حفظ نظم عمومی است.. شورای شهرداری دارای ۴۵ کرسی است. اعضای آن برای یک دوره چهار ساله از طریق انتخابات سراسری بر اساس نمایندگی متناسب انتخاب می‌شوند. بر اساس قانون شهرداری‌ها، شهردار برای یک دوره شش ساله با پیشنهاد شورای شهرداری تعیین می‌شود.
شهرداری آمستردام همچنین تعدادی از شهرهای کوچک را در بر می‌گیرد. آمستردام، ویسپ و آمستل‌فین در جنوب، دیمن و هارلمرلیده ان اسپارن‌واده در غرب است. و اوست‌زان، لاندس‌میر و واترلاند در شمال است.